# Cosma Marin Popescu
Cosma Marin Popescu, romunski general, * 1887, † 1969.